# Pegomastax
Pegomastax ("silná čelist") byl rod malého ptakopánvého dinosaura z čeledi Heterodontosauridae. Žil v období spodní jury (asi před 200 až 190 miliony let) na území dnešní Jihoafrické republiky (souvrství Elliot v provincii Kapsko). V současnosti je znám pouze jediný druh, typový P. africana.

## Objev a popis

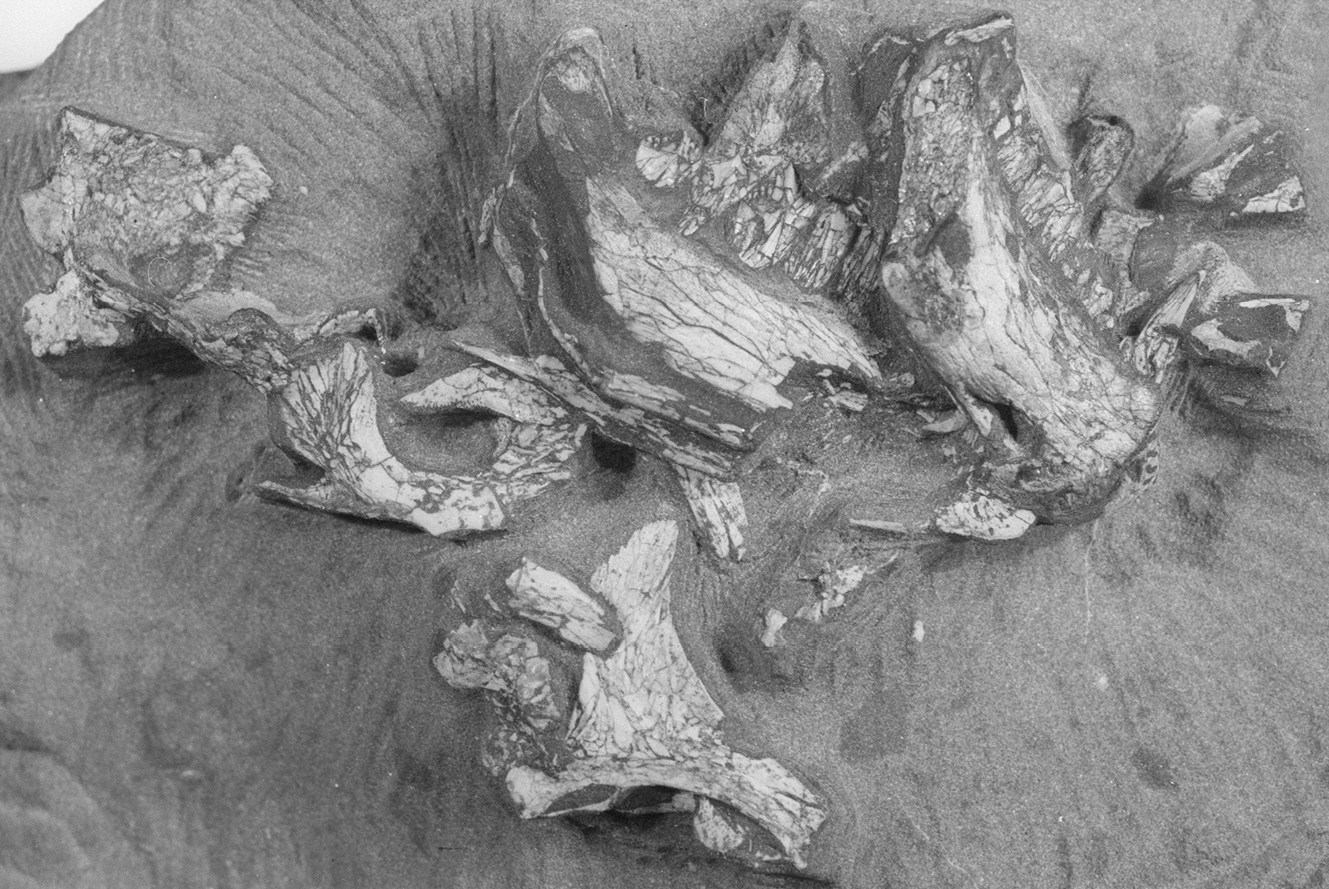
Pegomastax africana - holotyp

Holotyp (označení SAM-PK-K10488) sestává jen z jedné, ne zcela kompletní lebky. Tento papouškům podobný býložravec se zobákovitým zakončením čelistí byl velmi malý; celková délka těla nepřesahovala 60 centimetrů. Fosilie dinosaura byla objevena a vykopána již v letech 1966-67, popsal ji však teprve americký paleontolog Paul Sereno roku 2012. Pegomastax měl relativně mohutnější spodní čelist než ostatní heterodontosauridi, konec čelistí mu však rovněž "zdobily" charakteristické "špičáky". Ty snad mohly sloužit k obraně zvířete před menšími dravci.